# Pavel Soechoj

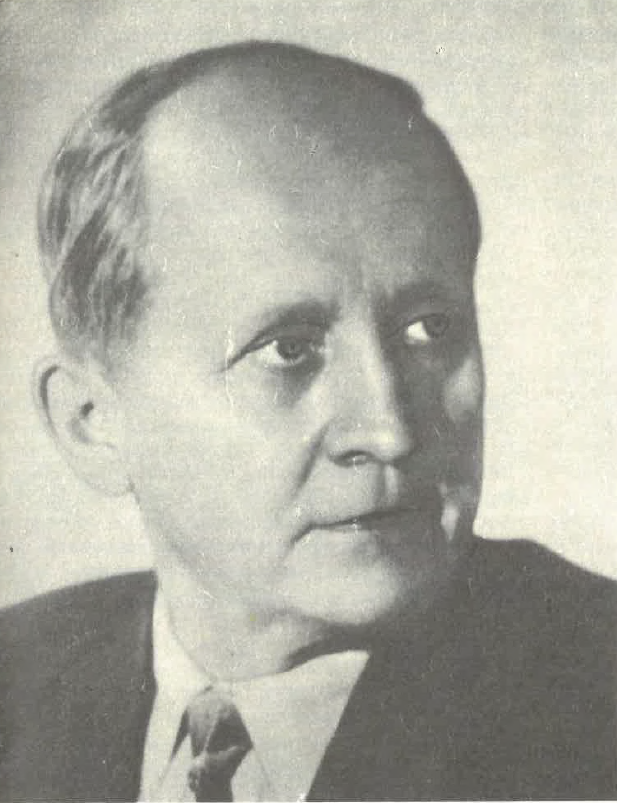
Pavel Soechoj

Pavel Osipovitsj Soechoj (Wit-Russisch: Павел Восіпавіч Сухі; Russisch: Павел Осипович Сухой) (Hlybokaye, 22 juli 1895 - Moskou, 15 september 1975) was een Wit-Russische vliegtuigbouwer en -ontwerper. Hij was de oprichter en hoofdontwerper van het gelijknamige ontwerpbureau.

## Leven
Nadat hij in 1925 afstudeerde aan de universiteit van Moskou was hij een tijd werkzaam voor Andrej Toepolev. In oktober 1930 kreeg hij de leiding over Team 4 van het Centraal Aerodynamica Instituut. Voor de productie van de BB-1 (later Soe-2) werd hij op 29 juli 1939 hoofdontwerper van het team gemaakt en kreeg het team een autonome status als ontwerpbureau. Hiervoor werd het team naar Charkov verhuisd en OKB-51 genoemd. In maart 1977 werd de OKB postuum naar hem genoemd. Soechoj was drager van het Ereteken van de Sovjet-Unie.